# ناوالگوند
ناوالگوند (به انگلیسی: Navalgund) یک منطقهٔ مسکونی در هند است که در بخش دهاروار واقع شده‌است. ناوالگوند ۲۴٬۶۱۳ نفر جمعیت دارد و ۵۷۸ متر بالاتر از سطح دریا واقع شده‌است.